# HD 133002
HD 133002，又名BD+83 431，SAO 2459、HR 5596，是一颗恒星，视星等为5.64，位于銀經118.49，銀緯33.56，其B1900.0坐标为赤經14h 57m 2.9s，赤緯+82° 33.56′ 22″。